# ویکتوریا لی
ویکتوریا لی (انگلیسی: Victoria Lee; ۱۷ مهٔ ۲۰۰۴ – ۲۶ دسامبر ۲۰۲۲) رزمی‌کار هنرهای رزمی ترکیبی اهل ایالات متحده آمریکا بود.